# Azra (huyện)
Azra là một huyện thuộc tỉnh Lowgar, Afghanistan. Dân số thời điểm năm 1999 là 19,315 người.